# Cuando me vaya
Cuando me vaya és una pel·lícula biogràfica de 1954, dirigida pel xilè Tito Davison. Protagonitzada per Libertad Lamarque, basada en la vida de la compositora mexicana María Grever. Manuel Esperón va obtenir el Premi Ariel en la categoria Millor Música de 1955. Llibertat Lamarque va ser nominada al Premi Ariel en la categoria Millor Actriu igual que Prudencia Grifell va ser nominada en la categoria Millor Actriu Secundària.

## Argument
María (Libertad Lamarque) és una jove plena d'il·lusions que s'enamora de León Grever (Miguel Torruco), un americà, que la seva mare rebutja. Una vegada consumat el seu matrimoni amb el naixement de la seva filla, María comença el llarg camí ple de complicacions que marcaran la seva fructífera carrera com a compositora.

## Repartiment
- Libertad Lamarque - María Grever:
- Miguel Torruco - León Grever:
- María Gentil Arcos - Doña Julia Torres:
- Prudencia Grifell - Doña Generosa:
- Héctor Godoy - Carlos Grever:
- Hortensia Santoveña - Mercedes:
- Miguel Ángel Ferriz - Dr. Fuentes:
- Albert Carrier - Ralph:
- Juan Arvizu - Cantant[2]
- Nestor Mesta Chayres - Cantant:[3]